# Strata Francisca
L'Strata Francisca és una antiga carretera que travessava Catalunya de nord a sud, sortint de Barcelona i entrant a França, seguint el traçat d'una via romana més antiga, i que va ser una via de comunicació cabdal entre els segles X i XI.
Tot i que el nom d'Strata Francisca s'aplicava a altres camins en diverses fonts històriques, de manera similar a com hom feia servir el terme camí ral, la troballa d'alguns mil·liaris a Osona i el Moianès apunten que la carretera passava per Roda de Ter, Vic i Collsuspina. A alguns municipis d'aquesta àrea encara hi ha carrers i camins que en ressegueixen el traçat original.

## Nom
En documents del segle XI se l'esmenta amb diverses grafies: francisca, franciska, francischa, francescha, franzescha, francigena. El nom podia al·ludir a la direcció del camí a França, o al fet que la via va ser revitalitzada per a ús dels francs en la Reconquesta.

## Traçat
Hi ha molts dubtes sobre quin camí és el que s'anomenava Strata Francisca o sobre si més d'un camí va rebre aquesta apel·lació. Josep Balari i Jovany afirma el 1899 que la via hauria estat construïda entre la primavera i la tardor del 801 per al pas de l'exèrcit franc que havia de deslliurar Barcelona; l'escriptura en què es basa és del 988. Tanmateix, Pierre Bonnassie creu que la carretera a què es refereix aquesta escriptura és un tros de la Via Augusta, i posa en dubte que tota l'obra fos endegada en una sola campanya de treballs, i en un any. En un mapa, Bonnassie etiqueta com "Strata Francisca" un eix de Reixac a Girona (per Hostalric) i un altre de Ripoll a Pontons per Besalú.
Fonts més modernes concorren a anomenar "Strata Francisca" una antiga via romana, citada ja al 138 a.C., que baixava dels Pirineus a Barcelona passant per Ausa (posteriorment Vic) i el Moianès. Aquesta via, de caràcter secundari per als romans, era considerada menys exposada i més estratègica que la posterior via imperial que a l'edat mitjana s'anomenaria Strata Cerdana i, més tard, camí ral de Barcelona a Cerdanya. La Strata Francisca, en canvi, evitava la vall del riu Congost i pujava per Collsuspina cap a Castellterçol, Sant Feliu de Codines i Caldes de Montbui.
L'arqueologia confirma també aquest traçat: se n'han trobat mil·liaris a Tona, Sant Miquel de Vilageriu i Santa Eulàlia de Riuprimer. Aquests mil·liaris es correlacionen per època i indicació de milles amb un altre trobat a Santa Eulàlia de Ronçana, al Vallès.
Al nord de Vic, la Strata Francisca travessava el riu Ter per Roda (amb pont a partir del 1097) i s'endinsava en el Collsacabra, potser fins al Coll d'Ares, tot i que d'aquest punt no n'hi ha cap confirmació de les fonts romanes. A França, hom identifica la Strata Francisca amb la Via Conflentana, que connectava el Coll de la Perxa amb la ciutat d'Elna per Prada de Conflent. És possible que la via romana acabés (o comencés) a Paçà, al Rosselló, on connectava amb la Via Domícia.

## Història
Anscari M. Mundó suposa que va ser la Revolta d'Aissó i Guillemó (826-827) i els seus efectes els que van fer considerar insegura la ruta de França a Barcelona per Osona i, en conseqüència, van atorgar el títol de strata francisca a l'eix que passa per Girona durant el segle IX.
És a partir del segle x, quan la regió osonenca s'estabilitza, que la via de Vic apareix documentada sovint durant els segles X i XI. El 982 se l'anomena també com la strata que pergit ad Sancti Petri ("via que passa per Sant Pere [de Roda]"), però més freqüentment se l'anomena simplement strata francisca (anys 993, 1002, 1006...). En l'acta de consagració de Sant Esteve de Granollers de la Plana (1088) s'esmenten tant l'Strata Cerdana com l'Strata Francisca.
Les darreres mencions històriques documentades de l'Strata Francisca com a tal són del segle XV.
Ja en temps moderns, s'han fet tasques de conservació de trams de l'Strata Francisca i hi ha camins indicats com a part d'ella a Roda de Ter i a Moià. A Vic, la baixada de l'Eraime i el carrer dels Corretgers ressegueixen encara la via medieval.